# Юбилейное (озеро)
Юбилейное — искусственное озеро на востоке Московской области в городе Рошале. Высота над уровнем моря — 110 м.

## История
На месте озера в 1965—1967 годах разрабатывался песчаный карьер. После было принято решение заполнить карьер водой и использовать его как искусственный водоём для отдыха населения. Озеро было открыто в 1970 году к 100-летию со дня рождения В. И. Ленина, то есть к юбилею, что и послужило основанием для названия озера Юбилейным.

## Физико-географическая характеристика
Озеро находится в юго-западной части города Рошаля. Площадь — 0,12 км² (12 га), длина — около 600 м, ширина — около 200 м.
Глубина — 2—6 м, максимальная глубина достигает 6 м.
В озере обитают карась, карп, окунь, плотва, щука и толстолобик.
В последние годы озеро сильно загрязнено.